# Bisdom Carolina
Het bisdom Carolina (Latijn: Dioecesis Carolinensis in Brasilia) is een rooms-katholiek bisdom met als zetel Carolina, in Brazilië. Het bisdom is suffragaan aan het aartsbisdom São Luís do Maranhão.

## Geschiedenis
Het bisdom werd opgericht op 14 januari 1958, als de territoriale prelatuur Carolina, uit delen van de territoriale prelatuur São José do Grajaú. Op 16 oktober 1979 werd het verheven tot bisdom. 

## Parochies
Het bisdom had in 2021 een oppervlakte van 17.514 km2 en telde 197.300 inwoners waarvan 78,5% rooms-katholiek was.

## Bisschoppen
- Cesário Alexandre Minali (9 april 1958 - 13 juni 1969)
- Marcelino Sérgio Bicego (6 augustus 1971 - 22 januari 1980)
- Evangelista Alcimar Caldas Magalhães (3 september 1981 - 12 september 1990)
- Marcelino Correr (13 maart 1991 - 15 oktober 2003)
- José Soares Filho (15 oktober 2003 - 5 juli 2017; coadjutor sinds 15 januari 2003)
- Francisco Lima Soares (19 september 2018 - heden)

São Luís do Maranhão (aartsbisdom) · Bacabal · Balsas · Brejo · Carolina · Caxias do Maranhão · Coroatá · Grajaú · Imperatriz · Pinheiro · Viana · Zé Doca